# Moulin de Scandici

Les vestiges du moulin dit Mulinaccio di Scandicci.

Le moulin de Scandici (en italien : Mulinaccio di Scandicci ) est le nom d'un moulin hydraulique, aujourd'hui en ruines, situé près de  San Vincenzo a Torri, sur la commune de Scandicci, en province de Florence.
Il est un bel exemple de l'architecture paléo-industrielle.

## Histoire

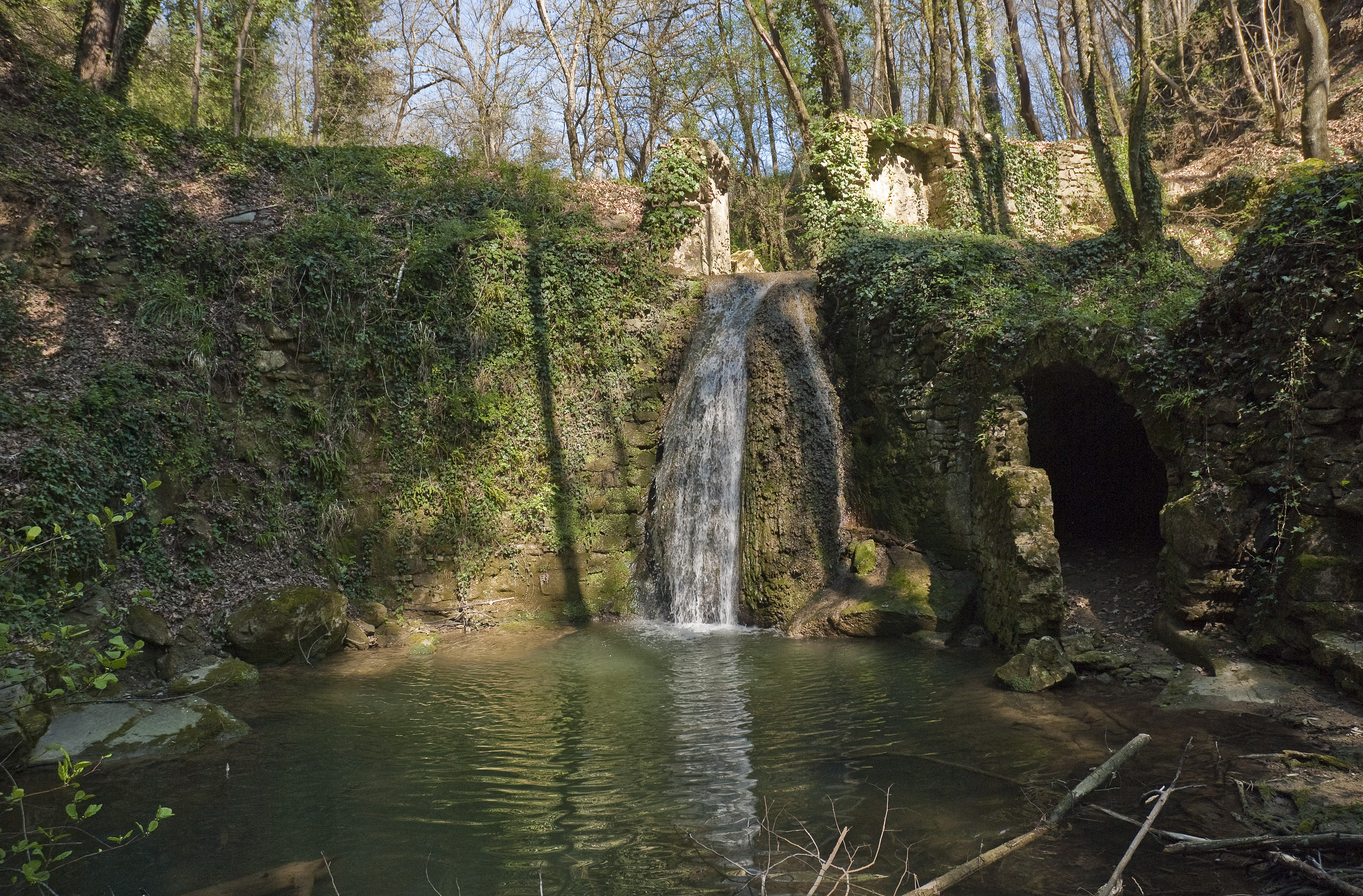
Les ruines du second moulin.

La famille Galli, propriétaire de la proche Villa dei Lami, en 1634, construit un barrage le long du ravin de Masseto dans le but de créer un lac artificiel pour y exploiter un vivier. 
Quelques décennies plus tard, en 1648, au barrage s'adosse un moulin, en service en 1653.
L'activité du moulin  ferme en 1736, comme indiquée dans les archives communales de Scandicci. Officiellement toutes ses activités cessent en 1774; probablement, le moulin est victime des nouveaux procédés d'industrialisation des méthodes de broyage. Dans les plans cadastraux de 1832, le moulin est cité comme mulino rovinato (moulin en ruine) et à ce moment il prend l'appellation de Mulinaccio. En 1833, le lac à l'arrière est toujours existant, où deux frères s'y noient, comme les archives paroissiales de la pieve San Vincenzo (it) l'attestent; peu de temps après le lac est asséché. Aujourd'hui, les vestiges de cet imposant ouvrage continuent encore de jouer le rôle de pont entre les deux versants du ravin.

## Le moulin aujourd'hui
Recouvert par la végétation, il reste pratiquement invisible aux visiteurs, et par conséquent a été ignoré par tous les guides touristiques de la région.
Le moulin est une construction semi-circulaire née comme une digue pour barrer le cours du borro dei Lami. La structure est organisée sur trois niveaux et présente de grandes arcades en plein cintre, partiellement effondrées, à l'intérieur desquelles le flux des eaux alimentait les meules en pierre toujours sur place ; il est encore possible de marcher dans le corridor voûtées en berceau situé au troisième niveaux. Aujourd'hui, l'eau après avoir traversé quelques locaux sort à découvert  et forme une cascade qui se déverse dans un bassin circulaire.
Quelques dizaines de mètres en aval se trouvent les ruines d'une seconde structure qui conservent des citernes voûtées en berceau, des biefs et des meules témoignant d'une ancienne activité meunière.